# Герб Банату
Герб Банату - символ історичного регіону Банат у складі Румунії. Регіон не мав власного герба в середні віки. Саме тому для нового герба королівства 1921 року геральдична комісія Румунії розробила новий герб на якому розміщено міст Аполлодора Дамаського, побудований між 103 і 105 роками. З моменту розробки він був об'єднаний з гербом Ольтенії. Сербський Банат перебрав герб Банату Тімішоара, золотого лева на червоному тлі.
Отже, герб Баната складається з червоного щита, в якому зображений золотий міст, з двома арками, в основі якого сині хвилі.

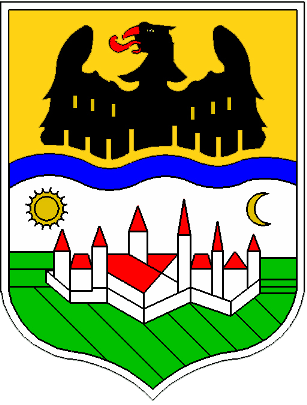
Герб швабів з Баната

## Зовнішні посилання
- Герб Баната